# Olulis
Olulis é um gênero de traça pertencente à família Arctiidae.